# Cineteca Tulancingo
Cineteca Tulancingo es una cineteca y antigua estación ferroviaria ubicada en Tulancingo, Hidalgo, México.  Está dedicada a la exhibición de cine mexicano principalmente,  ocupa como sala de proyección una bodega anexa a la estación de tren de la ciudad, ahora convertida en el Museo del Ferrocarril de Tulancingo.

## Historia
El edificio donde se localiza la estación ocupa una bodega anexa en el patio de maniobras de la estación de tren de la ciudad, misma que fue abierta en 1917 como la segunda estación del tren en Tulancingo, perteneciente a Ferrocarril Central. Tras la extinción y privatización de los ferrocarriles en México, el edificio fue abandonado y posteriormente usado como salón de fiestas.
El proyecto de una cineteca en este espacio inició en 2010. En 2014 fue reacondicionada para su nuevo uso, como parte de un programa del Gobierno de México para promover cinetecas en ese país. Además de las actividades de proyección y difusión del cine, la cineteca realiza diversas actividades culturales como conciertos, presentaciones de libros y conferencias. Asimismo realiza el Tulancingo Cine Festival y aloja actividades nacionales como el Tour de Cine Francés. Igualmente lleva proyecciones a distintos sitios del municipio. 